# Carles Soler Perdigó

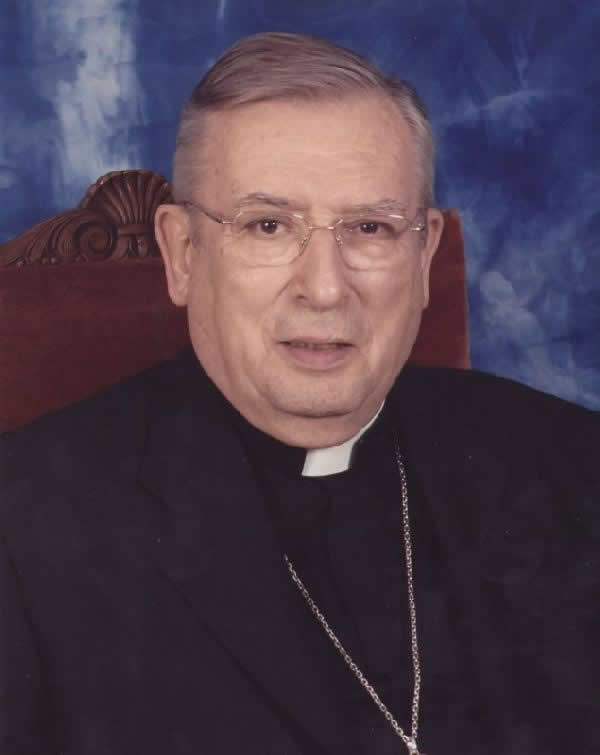
Bischof Carles Soler i Perdigó

Carles Soler Perdigó (* 12. September 1932 in Barcelona; † 9. Dezember 2023 in Girona) war ein spanischer römisch-katholischer Geistlicher und Bischof von Girona.

## Leben
Carles Soler Perdigó empfing am 19. März 1960 die Priesterweihe für das Bistum Barcelona.
Papst Johannes Paul II. ernannte ihn am 16. Juli 1991 zum Weihbischof in Barcelona und zum Titularbischof von Pandosia. Der Erzbischof von Barcelona, Ricardo María Carles Gordó, spendete ihm am 22. September desselben Jahres die Bischofsweihe; Mitkonsekratoren waren dessen Amtsvorgänger Narciso Kardinal Jubany Arnau und Erzbischof Mario Tagliaferri, Apostolischer Nuntius in Spanien.
Am 30. Oktober 2001 wurde er zum Bischof von Girona ernannt. Am 16. Juli 2008 nahm Papst Benedikt XVI. sein altersbedingtes Rücktrittsgesuch an. Er starb im Alter von 91 Jahren in Girona.

## Einzelnachweis
1. ↑  Muere el obispo emérito de Girona Carles Soler Perdigó. In: elperiodico.com. 9. Dezember 2023, abgerufen am 9. Dezember 2023 (spanisch).

| Vorgänger              | Amt                          | Nachfolger              |
| ---------------------- | ---------------------------- | ----------------------- |
| Jaume Camprodon Rovira | Bischof von Girona 2001–2008 | Francisco Pardo Artigas |

| Personendaten    | Personendaten                                                   |
| ---------------- | --------------------------------------------------------------- |
| NAME             | Soler Perdigó, Carles                                           |
| ALTERNATIVNAMEN  | Soler i Perdigó, Carles                                         |
| KURZBESCHREIBUNG | spanischer römisch-katholischer Geistlicher, Bischof von Girona |
| GEBURTSDATUM     | 12. September 1932                                              |
| GEBURTSORT       | Barcelona                                                       |
| STERBEDATUM      | 9. Dezember 2023                                                |
| STERBEORT        | Girona                                                          |